# Alfonso Weber
Alfons Weber (1º agosto 1915 – Giubiasco, 4 gennaio 1992) è stato un calciatore svizzero, di ruolo centrocampista.
È stato il primo presidente dell'Hockey Club Lugano dal 1941 al 1944, poiché giocando nel FC Lugano, poteva assicurare alla squadra le maglie.

## Carriera

### Club
Veste i colori del Basilea, del Lugano ed in seguito del Bellinzona.

### Nazionale
Ha esordito nella Nazionale svizzera il 14 novembre 1937, nella partita di Budapest contro l'Ungheria (vittoria per i magiari per 2 a 0). Successivamente in altre due gare, il 28 dicembre 1941 (3 a 2 per la Spagna a Valencia) e quattro giorni più tardi, primo gennaio 1942 (vittoria per 3 a 0 del Portogallo a Lisbona). Accumulando 270 minuti di gioco.